# Ammospermophilus interpres
Il citello antilope del Texas (Ammospermophilus interpres (Merriam, 1890)) è uno scoiattolo appartenente al genere dei citelli antilope (Ammospermophilus). È diffuso dal sud del Nuovo Messico e dal Texas al nord del Messico.

## Descrizione
Il citello antilope del Texas raggiunge una lunghezza testa-tronco di circa 22-23,5 centimetri, ai quali si aggiungono 6,8-8,4 centimetri di coda, e un peso compreso tra 99 e circa 122 grammi. Il dorso è di colore grigio-marrone, intervallato da parti marroni nella zona della testa e delle zampe posteriori. Sui lati del corpo c'è un'unica e distinta linea bianca sottile parallela alla colonna vertebrale. Il lato ventrale è bianco. La coda è da scura a grigio-nera nella parte superiore e bianca con due bande nere su quella inferiore.

## Distribuzione e habitat
Il citello antilope del Texas è presente dal sud del Nuovo Messico e dal Texas al nord del Messico negli stati di Chihuahua, Coahuila e Durango.

## Biologia
Il citello antilope del Texas vive negli habitat rocciosi delle regioni montuose del deserto e dei loro dintorni. Si incontra principalmente in aree desertiche, praterie e boschi di ginepro e altri arbusti con substrato roccioso.
Sono animali diurni attivi tutto l'anno, ma nei periodi invernali molto freddi vanno in letargo nelle loro tane e accumulano riserve di grasso nel tardo autunno. Vivono sul terreno, ma sanno arrampicarsi molto bene e visitano i cespugli che crescono nel loro habitat in cerca di cibo. Sono onnivori e si nutrono soprattutto di semi, cactus e parti verdi delle piante, oltre che di insetti. Vivono in tane poco profonde e poco appariscenti, che non si spingono mai oltre un metro di profondità e sono prive di monticelli di terra in prossimità dell'entrata; spesso vengono scavate in zone ricoperte da pietre e cespugli. In alcuni casi utilizzano come riparo anche le fessure tra le rocce. All'interno della tana, una camera viene generalmente adibita a camera nido e rivestita con materiali morbidi. Le densità di popolazione sono generalmente basse. Questi animali si muovono velocemente e difficilmente rimangono fermi; possono fermarsi solo un po' in posizioni elevate come un posatoio su un cespuglio, un cactus o una collinetta. Quando corrono, tengono la coda arrotolata sulla schiena. Quando si sentono minacciati, emettono un trillo lungo, decrescente e acuto.
La stagione degli amori, che ha luogo una sola volta all'anno, inizia alla fine di febbraio. I piccoli - mediamente 5-14 per cucciolata - nascono nella tana dopo un periodo di gestazione di 30 giorni. Se le temperature sono miti, possono esservi anche due cucciolate all'anno. I giovani di solito lasciano la tana materna ad aprile.
Come altri citelli, il citello antilope di Harris è una potenziale preda per volpi, coyote, procioni, piccoli felini, uccelli rapaci e serpenti.

## Tassonomia
Il citello antilope del Texas viene classificato come specie indipendente all'interno del genere Ammospermophilus, che comprende quattro specie. La prima descrizione scientifica venne effettuata nel 1890 da Merriam sulla base di individui provenienti da El Paso, nella contea omonima in Texas. Nel 1905 la specie venne trasferita da Vernon Orlando Bailey nel genere Ammospermophilus, istituito da Merriam nel 1862.
Oltre alla forma nominale, non ne vengono riconosciute sottospecie.

## Conservazione
Il citello antilope del Texas viene classificato dall'Unione internazionale per la conservazione della natura (IUCN) come «specie a rischio minimo» (Least Concern). Tale status trae giustificazione dall'areale relativamente ampio, dalla presunta grande entità degli effettivi e dal declino relativamente basso delle popolazioni. La densità di popolazione negli Stati Uniti è bassa; in Messico la specie è relativamente comune negli habitat a lei adatti.
L'uccisione accidentale mediante trappole e veleni contro gli animali nocivi è considerata la principale fonte di pericolo negli Stati Uniti.